# NGC 4595
NGC 4595 é uma galáxia espiral barrada (SBb) localizada na direcção da constelação de Coma Berenices. Possui uma declinação de +15° 17' 52" e uma ascensão recta de 12 horas, 39 minutos e 51,7 segundos.
A galáxia NGC 4595 foi descoberta em 14 de Janeiro de 1787 por William Herschel.